# Famille Waldegrave (Angleterre)
Cette page explique l’histoire ou répertorie les différents membres de la famille Waldegrave.
La famille Waldegrave est une famille subsistante de la noblesse britannique, originaire du comté du Northamptonshire. Elle s'est distinguée par les fonctions politiques et militaires occupées par ses membres.
Elle a été illustrée par James Waldegrave, 1er comte Waldegrave, ambassadeur britannique en France (1684-1741).

## Histoire
La famille Waldegrave a pour ancêtre commun Sir Richard Waldegrave, président de la Chambre des communes de 1381 à 1382. Son fils homonyme, Sir Richard Waldegrave , est un soldat et combat pendant la guerre de Cent Ans,.
Son descendant Sir Edward Waldegrave est un homme politique et un courtisan, éminent catholique, il occupe des fonctions sous la reine Marie Ire d'Angleterre, qui lui accorde le domaine de Chewton dans le Somerset. Cependant, Waldegrave est emprisonné à la Tour de Londres après l'accession au trône de la reine Élisabeth Ire d'Angleterre, où il meurt en 1561.
Son petit-fils Edward Waldegrave combat comme royaliste pendant la guerre civile malgré son âge avancé. En 1643, il est créé baronnet en remerciement.
Son arrière petit-fils est élevé à la pairie à la suite de son prestigieux mariage avec la fille illégitime du roi Jacques II d'Angleterre. Enfin son fils est fait comte en 1729.
Une branche qui descend des comtes Waldegrave est faite baron Radstock dans la pairie d'Irlande en récompense des activités militaires de son premier titulaire.
La famille Waldegrave était une famille catholique de la noblesse britannique convertie à l'anglicanisme en 1718.

## Personnalités

### Comtes Waldegrave
- Richard Waldegrave (1338-1410), homme politique et militaire, fils de Richard Waldegrave ;
- Henry Waldegrave, 1er baron Waldegrave (1661-1689), homme politique et diplomate, descendant du précédent ;
- James Waldegrave, 1er comte Waldegrave (1684-1741), homme politique et diplomate, fils du précédent ;
- James Waldegrave, 2e comte Waldegrave (1715-1763), homme politique, fils du précédent ;
- John Waldegrave, 3e comte Waldegrave (1718-1784), homme politique et militaire, frère du précédent ;
- George Waldegrave, 4e comte Waldegrave (1751-1789), homme politique et militaire, fils du précédent ;
- George Waldegrave, 5e comte Waldegrave (1784-1794), courtisan, fils du précédent ;
- John Waldegrave, 6e comte Waldegrave (1785-1835), homme politique et militaire, frère du précédent ;
- George Waldegrave, 7e comte Waldegrave (1816-1846), homme politique, fils du précédent ;
- William Waldegrave, 8e comte Waldegrave (1788-1859), homme politique et militaire, fils du précédent ;
- William Waldegrave, vicomte Chewton (1816-1854), militaire, fils du précédent ;
- William Waldegrave, 9e comte Waldegrave (1851-1930), homme politique et militaire, fils du précédent ;
- William Waldegrave, 10e comte Waldegrave (1882-1933), homme politique et militaire, fils du précédent ;
- Henry Waldegrave, 11e comte Waldegrave (1854-1936), homme politique et homme d'église, oncle du précédent ;
- Geoffrey Waldegrave, 12e comte Waldegrave (1905-1995), homme politique et agriculteur, fils du précédent ;
- James Waldegrave, 13e comte Waldegrave (1940-), homme politique et agriculteur, fils du précédent ;
- William Waldegrave, baron Waldegrave de North-Hill (1946-), homme politique, frère du précédent.

### Barons Radstock
- William Waldegrave, 1er baron Radstock (1753-1825), homme politique et militaire, fils de John Waldegrave, 3e comte Waldegrave ;
- Granville Waldegrave, 2e baron Radstock (1786-1857), militaire, fils du précédent ;
- Granville Waldegrave, 3e baron Radstock (1833-1913), militaire, fils du précédent ;
- Granville Waldegrave, 4e baron Radstock (1859-1937), militaire, fils du précédent ;
- Montague Waldegrave, 5e baron Radstock (1867-1953), militaire, frère du précédent.

## Titres et armoiries

### Titres
- Comte Waldegrave (13 septembre 1729)[4]
(Pairie de Grande-Bretagne)
  - Vicomte Chewton  (13 septembre 1729)[4]
(Pairie de Grande-Bretagne)
  - Baron Waldegrave (20 janvier 1685)[5]
(Pairie d'Angleterre)
  - Baronnet Waldegrave d'Hever Castle (1er août 1643)[6] (baronnetage d'Angleterre)
- Baron Waldegrave de North Hill (28 juillet 1999)[7]
(Pairie à vie)
- Baron Radstock (20 décembre 1800)[8]
(Pairie d'Irlande)

### Armoiries

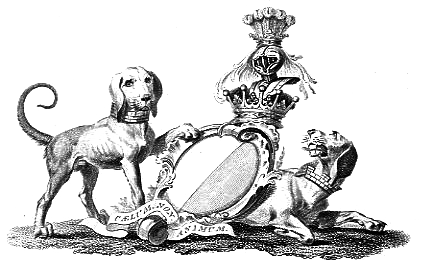
Waldegrave

Baron Radstock

Waldegrave-Leslie

« Parti : au 1 d'argent ; au 2 de gueules. »

« Parti d'argent et de gueules, au croissant de sable brochant au point du chef. »

« Écartelé : aux I et IV, d'argent à la bande d'azur chargée de trois fermails d'or, qui est de Leslie ; aux II et III, parti d'argent et de gueules, qui est de Waldegrave. »

## Généalogie
Cet arbre généalogique représente la lignée agnatique, par conséquent seul la descendance patronymique est développée.

### Arbre généalogique de la famille Waldegrave
Arbre généalogique de la famille Waldegrave
- Richard Waldegrave (1338-1410) X Joan Silvester (?-1406)
  - Richard Waldegrave (?-1463) X Jane Mountchesney (?-?)
    - William Waldegrave (?-1461) X Joan de Durwood (?-1450)
      - Thomas Waldegrave (?-1472) X Elizabeth Fray (?-?)
        - Edward Waldegrave (?-1514) X Elizabeth Cheney (?-?)
          - John Waldegrave (?-1543) X Lora Rochester (?-?)
            - Sir Edward Waldegrave (1517-1561) X Frances Neville (1519-1599)
              - Charles Waldegrave (?-1580) X Jermina Jerningham (?-1627)
                - Sir Edward Waldegrave, 1er baronnet d'Hever Castle (1568-1647) X (1598) Eleanor Lovell (?-1604)
                  - Charles Waldegrave (?-?)
                  - Sir Henry Waldegrave, 2e baronnet d'Hever Castle (1598-1658) X Anne Paston (?-?)
                    - Sir Charles Waldegrave, 3e baronnet d'Hever Castle (?-1684) X Eleanor Englefield (?-?)
                      - Suite de l'arbre généalogique : comtes Waldegrave

                    - Sir Charles Waldegrave

              - Nicholas Waldegrave (?-?)
              - Magdeleine (?-?) X John Southcote (?-?)
              - Catherine Waldegrave (?-?) X Thomas Gawen (?-?)
              - Mary Waldegrave (1549-1604) X (1570) John Petre, 1er baron Petre (1549-1613)

        - William Waldegrave (?-?)
        - Richard Waldegrave (?-?)
        - Catherine Waldegrave (1463-?) X George Mannock (?-1541)

### Suite de l'arbre généalogique
- Henry Waldegrave, 1er baron Waldegrave (1661-1689) X (1683) Henrietta FitzJames (1667-1730)
  - James Waldegrave, 1er comte Waldegrave (1684-1741) X (1714) Mary Webb (?-1719)
    - James Waldegrave, 2e comte Waldegrave (1715-1763) X (1759) Maria Walpole (1836-1807)
      - Élisabeth Waldegrave (1760-1816) X (1782) George Waldegrave, 4e comte Waldegrave (1751-1789)
      - Charlotte Waldegrave (1761-1808) X (1784) George FitzRoy, 4e duc de Grafton (1760-1844)
      - Anne Waldegrave (1762-1801) X (1786) Hugh Seymour (1759-1801)

    - John Waldegrave (1715-1716)
    - Henrietta Waldegrave (1716-1753) X (1734) Edward Herbert (1700-1734) (dont descendance) puis épouse John Beard (1716-1791) en 1738 (sans descendance).
    - John Waldegrave, 3e comte Waldegrave (1718-1784) X (1751) Elizabeth Leveson-Gower (1723-1784)
      - George Waldegrave, 4e comte Waldegrave (1751-1789) X (1782) Élisabeth Waldegrave (1760-1816)
        - Maria Waldegrave (?-?) X (1804) Nathaniel Micklethwait (1784-1856)
        - George Waldegrave, 5e comte Waldegrave (1784-1794)
        - John Waldegrave, 6e comte Waldegrave (1785-1835) X (1815) Anne King (1790-1852)
          - George Waldegrave, 7e comte Waldegrave (1816-1846) X (1840) Frances Braham (1821-1879)
          - Annette Waldegrave (1819-1856) X (1841) Archibald Money (1778-1858)
          - Horatia Waldegrave (1824-1884) X (1847) John Webbe-Weston (1813-1849) (sans descendance) puis épouse John Wardlaw  (1826-?) en 1854 (sans descendance).
          - Ida Waldegrave (1826-1892)

        - Edward Waldegrave (1787-1809)
        - William Waldegrave, 8e comte Waldegrave (1788-1859) X (1812) Elizabeth Whitbread (1791-1843)
          - William Waldegrave, vicomte Chewton (1816-1854) X (1850) Frances Bastard (1825-1902)
            - William Waldegrave, 9e comte Waldegrave (1851-1930) X (1874) Mary Palmer (1850-1933)
              - Mary Waldegrave (1875-1947) X (1900) Richard Bevan (1860-1925)
              - Laura Waldegrave (1880-1959) X (1899) Alfred Knowles (1871-1900) (sans descendance) puis épouse Reginald Nicholson (1867-1952) en 1904 (dont descendance).
              - William Waldegrave, 10e comte Waldegrave (1882-1933)

            - Henry Waldegrave, 11e comte Waldegrave (1854-1936) X (1892) Anne Bastard (1867-1962)
              - Dorothy Waldegrave (1894-1973) X (1915) Thomas Randolph (1868-1961)
              - Irene Waldegrave (1895-1972)
              - Elizabeth Waldegrave (1897-?) X (1918) George Randolph (1897-1977)
              - Geoffrey Waldegrave, 12e comte Waldegrave (1905-1995) X (1930) Mary Grenfell (1909-1995)
                - Sarah Waldegrave (1931-) X (1955) Ernest Wright (?-?)
                - Jane Waldegrave (1934-2019) X (1954) Euan Howard, 4e baron Strathcona et Mont-Royal (1923-2018) (dont descendance) puis épouse Duncan McIntosh (1922-1987) en 1979 (sans descendance).
                - Elizabeth Waldegrave (1936-2003) X (1963) John Dewar, 4e baron Forteviot (1938-)
                - Hermione Waldegrave (1937-) X (1971) John Boles (1925-2013)
                - Susan Waldegrave (1939-) X (1959) Marmaduke Hussey, baron Hussey (1923-2006)
                - James Waldegrave, 13e comte Waldegrave (1940-) X (1986) Mary Furness (1946-)
                  - Edward Waldegrave, vicomte Chewton (1986-)
                  - Robert Waldegrave (1989-)

                - William Waldegrave, baron Waldegrave de North-Hill (1946-) X (1977) Linda Burrows (1952-)
                  - Katherine Waldegrave (1980-) X Indrojit Banerji (?-)
                  - Elizabeth Waldegrave (1983-) X Philip Hallinan (?-)
                  - James Waldegrave (1984-) X (2017) Katharine Orf (?-)
                    - William Waldegrave (2021-)

                  - Harriet Waldegrave (1988-) X David Ring (?-)

              - Gabrielle Waldegrave (1908-1998) X (1935) John Schilizzi (1896-1985)

          - Samuel Waldegrave (1817-1869) X (1845) Jane Pym (1817-1877)
            - Samuel Waldegrave (1856-1907) X (1886) Alice Millett (?-1941)
              - Samuel Waldegrave (1887-1965) X (1918) Muriel McClure (?-1943) (sans descendance) puis épouse Katharine Hall (1902-1974) en 1945 (sans descendance).
              - George Waldegrave (1889-1966)
              - Frederick Waldegrave (1892-1960)
              - Edmund Waldegrave (1899-1918)

            - Elizabeth Waldegrave (1858-1890) X (1886) Reginald Fawkes (1850-1939)

          - Laura Waldegrave (1821-1885) X (1848) Roundell Palmer, 1er comte de Selborne (1812-1895)
          - Maria Waldegrave (1824-1911) X (1844) William Brodie (1821-1882)
          - George Waldegrave-Leslie (1825-1904) X (1861) Henrietta Leslie, 17e comtesse de Rothes (1832-1886)

      - William Waldegrave, 1er baron Radstock (1753-1825) X (1785) Cornelia van Lennep (1763-1839)
        - Granville Waldegrave, 2e baron Radstock (1786-1857) X (1823) Esther Paget (1800-1874)
          - Elizabeth Waldegrave (1824-1903)
          - Catherine Waldegrave (1826-1898) X (1852) Sir Thomas Proctor-Beauchamp, 4e baronnet de Langley Park (1815-1874)
          - Granville Waldegrave, 3e baron Radstock (1833-1913) X (1858) Susan Calcraft (1833-1892)
            - Granville Waldegrave, 4e baron Radstock (1859-1937)
            - Katherine Waldegrave (1860-1874)
            - Edith Waldegrave (1862-1925) X (1889) Alister Fraser (?-?)
            - Mabel Waldegrave (1863-1929)
            - Constance Waldegrave (1865-1945)
            - Montague Waldegrave, 5e baron Radstock (1867-1953) X (1898) Constance Brodie (1882-1936)
              - Rachel Waldegrave (1899-1900)
              - Esther Waldegrave (1900-1957) X (1938) Adolph Kunz (?-?)
              - Elizabeth Waldegrave (1902-?) X (1940) Fritz von Bultzingslöwen, baron de Bultzingslöwen (?-1943)
              - John Waldegrave (1905-1944) X (1940) Hersey Boyle (1914-1993)
                - Horatia Waldegrave (1941-) X (1970) Oliver Diggle (?-)
                - Griselda Waldegrave (1943-) X (1967) Charles Drace-Francis (1943-)

            - John Waldegrave (1868-1901)
            - Mary Waldegrave (1870-1935) X (1896) Edwyn Bevan (1870-1943)

        - Emily Waldegrave (1787-1870) X (1815) Nicholas Westby (?-?)
        - Maria Waldegrave (1788-1791)
        - Isabella Waldegrave (1792-1866)
        - Harriet Waldegrave (1793-1880)
        - William Waldegrave (1796-1838) X (1820) Amelia Allport (?-1846)
        - Caroline Waldegrave (1798-1878) X (1830) Carew St John-Mildmay (1800-1878)
        - Elizabeth Waldegrave (1799-1800)
        - Augustus Waldegrave (1803-1825)

      - Elizabeth Waldegrave (1758-1823) X (1791) James Brudenell, 5e comte de Cardigan (1725-1811)

  - Arabella Waldegrave (1687-1740)
  - Henry Waldegrave (1688-1727)

## Alliances

### Branche aînée des comtes Waldegrave

#### Alliances anciennes (XIVesiècle-XIXesiècle)
Cette famille s'est alliée aux familles : Petre (1570), Lovell (1598), Fitz-James (1683), Webb (1714), Herbert (1734), Beard (1738), Leveson-Gower (1751), Walpole (1759), FitzRoy (1784), Seymour (1786), Brudenell (1791), Micklethwait (1804), Whitbread (1812), King (1815), Braham (1840), Money (1841), Brodie (1844), Pym (1845), Webbe-Weston (1847), Palmer (1848 et 1874), Bastard (1850 et 1892), Wardlaw (1854), Leslie (1861), Fawkes (1886), Millett (1886), Knowles (1899), Cheney, de Durwood, Englefield, Fray, Gawen, Jerningham, Mannock, Mountchesney, Neville, Paston, Rochester, Silvester, Southcote...

#### Alliances contemporaines (XXesiècle-XXIesiècle)
Cette famille s'est alliée aux familles : Bevan (1900), Nicholson (1904), Randolph (1915 et 1918), McClure (1918), Grenfell (1930), Schilizzi (1935), Hall (1945), Howard (1954), Wright (1955), Hussey (1959), Dewar (1963), Boles (1971), Burrows (1977), McIntosh (1979), Furness (1986), Orf (2017), Banerji, Hallinan, Ring...

### Branche cadette des barons Radstock
Cette famille s'est alliée aux familles : van Lennep (1785), Westby (1815), Allport (1820), Paget (1823), St John-Mildmay (1830), Proctor-Beauchamp (1852), Calcraft (1858), Fraser (1889), Bevan (1896), Brodie (1898), Kunz (1938), Boyle (1940), von Bultzingslöwen (1940), Drace-Francis (1967), Diggle (1970)...